# Tơ nhện

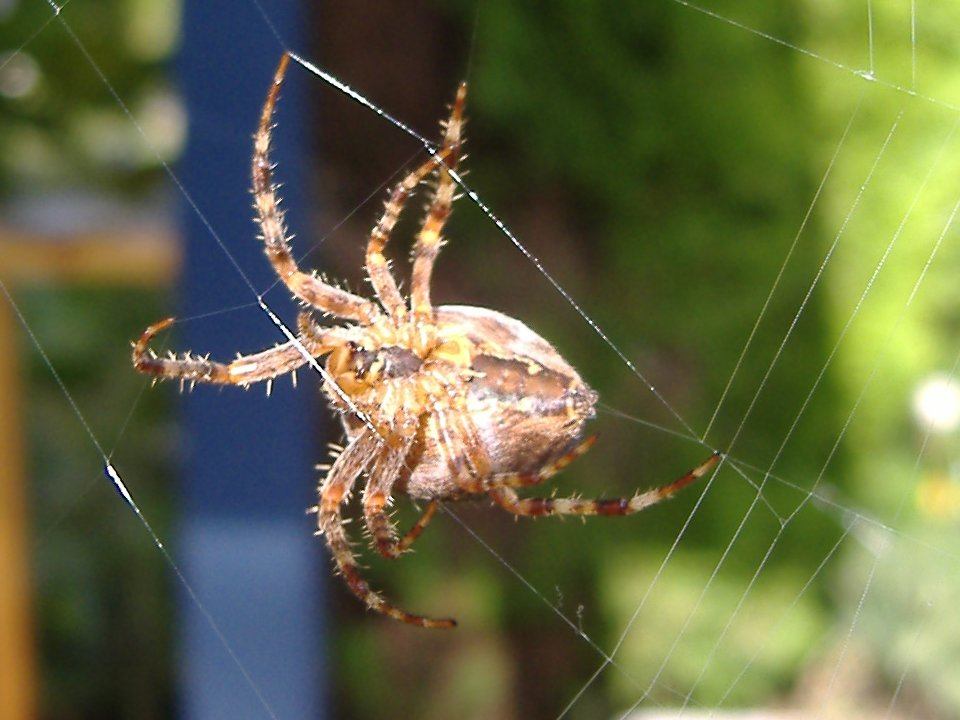
Tơ nhện

Tơ nhện là sợi protein mà nhện tạo ra và xe sợi. Nhện sử dụng tơ của chúng để tạo nên mạng nhện hoặc các cấu trúc khác, có chức năng như lưới để bắt các loài động vật khác, hoặc như tổ kén để bảo vệ cho con của chúng. Chúng cũng có thể đình chỉ sử dụng tơ của mình. Nhiều loài nhện nhỏ sử dụng sợi tơ phình to để bay lên như diều, nhện nhỏ sử dụng tơ phát tán. Chúng phun ra một số sợi tơ vào trong không khí và nhờ gió mang di. Mặc dù hầu hết các chuyến đi sẽ kết thúc sau đó vài thước, nó có vẻ là một cách phổ biến để nhện xâm chiếm các hòn đảo. Nhiều thủy thủ đã báo cáo rằng nhện đã bị bắt trong các cánh buồm tàu của họ, ngay cả khi xa đất liền. Trong một số trường hợp, nhện thậm chí có thể sử dụng lụa như một nguồn thực phẩm. Người ta đã phát triển các phương pháp tạo tơ nhện bằng cách ép buộc.
Nhiều thành tựu nghiên cứu về tơ nhện đã được đăng tải ở tạp chí Biomacromolecules.

## Ứng dụng
Các nhà nghiên cứu của Đại học Wyoming Hoa Kỳ đã tạo ra tằm có thể nhả tơ chắc chắn như tơ nhện. Thành công trên nhờ vào sự phát hiện một loài nhện đặc biệt ở Madagascar vào năm 2009, được gọi là nhện Caerostris darwini. Loài nhện này không những tạo ra mạng lưới lớn nhất (với các tấm lưới trải dài đến 25m), mà tơ của nó được công nhận chắc chắn nhất trong loài (có thể hấp thu năng lượng cao gấp 3 lần sợi Kevlar).
Ứng dụng của tơ nhện lai tằm mới được trải rộng qua nhiều lĩnh vực, từ vật dụng như dù, túi khí xe hơi, trang phục thể thao, đến các mục đích điều trị y khoa, như băng phủ vết thương, chỉ khâu, dây chằng và gân nhân tạo, hỗ trợ các khớp lành sau đợt chấn thương, thậm chí còn giúp dây thần kinh phục hồi và tái tạo. Tơ nhện được sử dụng làm áo giáp chống đạn. Nhà khoa học Huby thuộc Viện vật lý Rennes, Pháp cùng nhóm nghiên cứu của mình đã thành công trong việc chuyển ánh sáng laser trên một đoạn tơ trong mạch của con chip. Sợi tơ có thể truyền tải thông tin tới các thiết bị điện tử.
Sợi tơ có đường kính nhỏ hơn 10 lần so với 1 sợi tóc nên có thể được dùng trong các thiết bị nội soi của y tế. Ngoài ra, tơ không gây phản ứng phụ với cơ thể con người nên có thể dùng để cấy ghép vào cơ thể. Nhà khoa học Fiorenzo Omenetto thuộc trường Đại học Tufts, tiểu bang Massachusetts có ý định tạo ra một loại băng gạc bằng tơ, có gắn thiết bị quan sát điện tử để theo dõi hiện tượng nhiễm trùng ở bệnh nhân sau khi thực hiện phẫu thuật.